# タイムクライシス5
『タイムクライシス5』 (TIME CRISIS5) は、バンダイナムコゲームス（後のバンダイナムコアミューズメント）によって製作されたアーケードガンシューティングゲーム。前作の『タイムクライシス4』からおよそ9年ぶりのリリースとなり、2015年3月12日稼働開始。当時のAM部門バンダイナムコエンターテインメントに社名変更する前のバンダイナムコゲームスとしては最後のアーケードゲーム作品。
タイムクライシスシリーズ本編第5弾。外伝作品を含めれば通算8作品目となる。キャッチコピーは「守るタイクラから攻めるタイクラへ」。従来のように物陰に隠れて敵の攻撃や障害物を避けるシステムに加え、2つのペダルを操作する「ダブルペダルシステム」が採用されている。
プロデューサーの西村典洋は本作の制作に関し、「ジャンルとしては下火になりつつあるガンシューティングにもう一度火をつけたい」と述べている。

## ゲームシステム
プレイヤーの足元にはペダルが2つ設置されており、このシステムは「ダブルペダルシステム」と呼ばれる。
2つのペダルを操作することにより、従来のシリーズのように攻守の切り替えを行うことができるほか、敵の左右に回り込んだり、撃つ向きを変えたりすることができる。また、障害物を避けるシーンではダブルペダルを使用したQTEが発動し、カーチェイスのシーンでは、ダブルペダルで走行レーンを切り替えるアクションにも使用する。プロデューサーの西村典洋は、「8年ぶりにリリースするにあたって、すでに完成しているタイムクライシス独自のゲームシステムを残しつつ、新たなアクションを取り入れたかった」と語った。
ガンコントローラーには、シリーズ初となる武器切り替えボタンが採用された。また、トリガーを引いたときの反動機構も再設計され、従来のシリーズよりも強力な撃ち応えを体感できるようになった。
バナパスポートカードとAimeに対応しており、ベストスコアが保存されるほか、設定された条件を満たすごとに「勲章」が与えられる。
真の黒幕編へのアップデート後、赤弾の弾速が変更された。それにより、ダメージ判定が軽減された。
小ネタとして、ハンドガン装備時、ペダルを離し、すぐに踏み直すと最速リロードが可能。

## ストーリー
国際特殊諜報機関のVSSEは、廃リゾート島で開かれる兵器マーケットで、ワイルド・ドッグに機密情報が渡されることを掴んだ。取引されるデータは、3か月前に殺されたVSSEのエージェントが持っていたもので、VSSE内の裏切り者に関する情報が記されているものだった。それを奪還するべく、VSSEはエージェントを派遣した。

### ステージ
リリース時点でのステージは3つだったが、2015年10月22日のアップデートで後半の「真の黒幕編」の3ステージが追加され、全6ステージで構成される。アップデート後は後半のステージ4からプレイすることも可能。
ステージ1～5まで従来通りエリアは3つある。
ステージ1
作戦1日目の午前11時、VSSEのロバート・バクスターはホテルの一室で、機密情報を受け取ったワイルド・ドッグから情報を奪取するためのおとり交渉を始めた。しかし、おとり交渉に気付いたワイルド・ドッグは逃走を始める。VSSEエージェントのルーク・オニール、マーク・ゴダートは、ロバートと共にワイルド・ドッグの追跡を開始する。
ワイルド・ドッグが操作していた巨大兵器を倒し、追い詰めることに成功したVSSE。しかし、ワイルド・ドッグは手元の自爆スイッチを押す素振りでVSSEを怯ませ、体に取り付けたロケットエンジンで空に飛び立った。
ステージ2
作戦1日目の午後5時、VSSEのエージェントたちは、ヘリに乗りワイルド・ドッグを追跡していた。ワイルド・ドッグは、兵で武装した列車に乗り込んで逃走を始めた。敵の武装ヘリや対空車両に対し、VSSEはヘリの機銃で応戦する。しばらくすると、ワイルド・ドッグは施設内に逃げ込んだが、VSSEは施設ごとミサイルで破壊し、ワイルド・ドッグを仕留めたかに思われた。それもつかの間、装甲車で脱出したワイルド・ドッグにミサイルランチャーを撃ち込まれ、VSSEのヘリが破壊されてしまう。
ステージ3
作戦1日目の午後6時、破壊されたヘリからバイクで脱出したVSSEのエージェント2人は、ワイルド・ドッグや敵兵とのカーチェイスを繰り広げる。
VSSEのしつこさにワイルド・ドッグは激高し、トラクタービームと拳銃を乱射して激しい攻撃を始める。しかし、VSSEの銃撃を浴びて倒れ込み、トラクタービームが装甲車を巻き込んでそのまま横転した。またしても追い詰められたワイルド・ドッグは、機密データの入ったケースをロケットがついた義手で掴み空に飛ばし、自爆した。
真の黒幕編（プロローグ）
機密データの回収に向かい、無事にケースを回収した兵士たちだったが、突然現れた謎の男に襲われ、ケースを奪われてしまう。男は「狂犬が役に立つ事もあるんだな」と言い残し、その場を立ち去った。
ステージ4
作戦2日目の午後6時。ロバートがケースに発信機を付けたおかげで、場所を特定することができたエージェントたちは、早速反応のあるワイルド・ドッグ所有の工場に向かう。そこに待ち構えていたキースを激闘の末追いつめるが、彼から真犯人の情報を聞かされる。
ステージ5
作戦3日目の午前2時。一連の騒動はロバートによって引き起こされたものだった。エージェントたちはキースと共に逃走するロバートを追跡するが、あと一歩というところでロバートを逃がしてしまう。さらにエージェントたちの前にワイルド・ドッグの後継者、ワイルド・ファングが立ちはだかる。
ファイナルステージ
作戦3日目の午前5時。エージェントたちはロバートを追いつめるが、彼は騒動を起こした理由を明かし、巨大ロボット（ロバート自身はオモチャと呼んでいた）を操縦して最後の戦いを挑んでくる。
他のステージとは異なり、エリアは1つのみである。BGMは第1作目のものをアレンジしたものである。

## 武器
本作では、第1ステージの途中まではハンドガンしか使用できない。後半からはサブウェポンを入手し、使用することができるようになる。なお、特定のステージでは所定の武器で攻撃することになる。真の黒幕編へアップデート後、各武器の最大所持弾数が修正された。
ガンコントローラーの外見はデザートイーグルに類似しているが、作中でルークとマークが使用しているハンドガンとは別のデザインである。
ハンドガン
初期装備の拳銃。装弾数は9発で、ペダルを離して隠れることにより、弾倉を交換して再装填する。再装填の回数は無制限。
マシンガン
フルオートのサブマシンガン。外見はM27 IARに近い。特定の敵に強い力を発揮し、通常の敵を撃退する事が出来る。威力はやや控えめ。最大所持弾数は180発。
ショットガン
一発で複数の弾丸を放出する散弾銃。外見はKSGを思わせるブルパップ式だが、ボトルアクションの溜め時間がなく、ジャックハンマー同様連射可能である。最大所持弾数は20発。
グレネード
H&K HK69やブリュッガー&トーメ GL-06と同じ中折れ式で擲弾を発射し、着弾すると爆発するグレネードランチャー。最大所持弾数は2発。
マウンテッドマシンガン
ステージ2で使用。ヘリコプターに搭載されている重機関銃。弾数は無制限。
ロケットランチャー
ステージ2で使用。ビル屋上に集結した敵を攻撃する際に使用。弾速はやや遅め。こちらも弾数は無制限。
スナイパーライフル
ステージ4エリア1の終盤で使用。弾数は無制限であるが1発ずつ補充しているため連射能力は低い。1発で敵兵を倒すにはヘッドショットを狙う必要がある。

## 登場キャラクター

### VSSE
あらゆる問題を解決するための国際特殊諜報機関で、正式名称は「Vital Situation, Swift Elimination」。
今回の任務では、若手のルークとマーク、指導役にロバート、後方支援としてキャサリンが派遣された。
ルーク・オニール（声 - 日本語：大塚雄史郎 / 英語：DOMINIC ALLEN）
1P側プレイヤーキャラクター。
何事にも怖気づかない性格で、体を張って任務へ挑む。
金髪の新人エージェント。トレードカラーは赤。年齢、身長、出身、コードネーム等は不明。
白いキャップを後ろ向きに着用し、右肩と右手の甲に「VSSE」とタトゥーが施されている。
またルークはタイムクライシスシリーズのナンバリング作品の主人公としては、唯一ジャケットを着用していないエージェントである。
作中で初めてキースと対面したことを踏まえると、キースが行方不明となったとされる三ヶ月前から今作での任務を開始するまでの間にエージェントとして活動し始めたと考えられる。

マーク・ゴダート（声 - 日本語：角田真一 / 英語：ERIC KELSO）
2P側プレイヤーキャラクター。
冷静沈着で無口だが、有言実行を貫く。無鉄砲なルークを抑える役目を担っている。
ルークと同世代で黒髪の新人エージェント。トレードカラーは青。年齢、身長、出身、コードネーム等は不明。
ジャケットは着用しているが、VSSEのロゴは入っていない。
筐体の内側に梟と思われるシンボルマークがある。

ロバート・バクスター（声 - 日本語：稲田徹 / 英語：STUART O）
ミッションリーダー兼若手指導役。
Navy SEALs（アメリカ海軍特殊部隊）出身。
『タイムクライシス2』に登場した主人公の1人。多くのミッションをこなし、VSSE伝説のエージェントと呼ばれている。
実は今回の事件の黒幕であり、最終ボスでもある。『世界をリセットする』という名目のもとで、「痛みや恐怖を消し去る」という目的で極秘で開発されたが、「人間性までも消し去る」という思わぬ効果を持つ薬品を搭載した化学弾頭ミサイルをニューヨークに向け発射しようと目論む。また、これらをカムフラージュするべくキースに裏切り者の汚名を着せた上、彼を殺して「死人に口なし」の言葉通りに汚名を返上する機会を奪い、これによって己が目論見をより達成可能にしようとしていた。このため、キースが暗号解除の済んだ、クリスティーの残した裏切り者の正体についての情報が入ったアタッシュケースの中身を見せるという形で真相を暴露した際、「お前が死ねば全て計画通りだったのにな」と語っている。
戦いでは自分でも戦うが、サポートとしてロボットを使用。形勢が不利になるとそのロボットに乗り込んで機体を変形させ、搭載されているミサイルやレーザー砲、機体のアームなどで攻撃してくる。
戦いに敗れるとミサイルを発射しようとするが、キャサリンの捨て身の攻撃でミサイルは破壊され計画は失敗。2人とキースを殺そうとするが、弾丸をすべて撃ち落とされ、力尽きた後海に落下した。
キャサリン・リッチ（声 - 日本語：牛田裕子 / 英語：SONESS STEVENS）
後方支援担当兼ヘリコプター操縦士。メンバーの中で一番若い。ジャケットの右肩部分にルークと同じVSSEのロゴがある。
口うるさい性格で多くのエージェントを困らせており、大先輩であるロバートでさえ怯んでいる。
前作『4』のエリザベスと同じく、上空のヘリコプターからエージェント達に指示を出したり武器チェンジのアドバイスをくれたりする。
最終ステージでは操縦するヘリコプターで、発射されそうになったロバートのミサイルに突っ込みミサイルを破壊する荒業を見せた。そのまま海に墜落してしまうが脱出し、無事生還している。
なお海外版でのコールサインは「キャシー」であるが、日本版は「キャサリン」と呼ばれている。

### 敵キャラクター
ワイルド・ドッグ（声 - 日本語：大塚雄史郎 / 英語：BILL SULLIVAN）
伝説の殺し屋。ワイルド・ドッグと言うシンジケートのボスであると共に、タイムクライシスシリーズのナンバリングタイトルにはすべて登場しているVSSEの宿敵。
体に改造手術を施し、サイボーグ化している。肌が黒ずみ髭を生やし髪型も大幅に変わったほか、口数も多くなり日本語版での口調もかなりファンキーじみたものになっているなど、これまでのシリーズにおいて人物像が大きくに変化している。登場した謎の男に「狂犬」と呼ばれている。
従来のシリーズでは最終ステージボス、あるいは最終ステージ準ボスという立ち位置だったが、本作のリリース当時ではステージ1から登場しており、その後もステージ3まで登場している。
従来の作品で流されていた彼の登場時や戦闘における専用のBGMはステージ3の終盤、トラクタービームと拳銃乱射時に使用されているが、装甲車やバイク、トラクタービームの効果音が大きいのでわかりづらい。
武器は前作から使われていたモーゼルC96を初代以来二丁拳銃で使うほか、左義手にトラクタービーム等を仕込み、そして新しい要素（着脱式義手や着脱式バックパック）も追加しているが、準ボスとしての立ち位置から恒例となっていたガトリングガンは使用される事は無かった。
本作では大規模な工場を所有していたり多くの部下を率いていることから、『プロジェクトタイタン』以来久々に自身の組織をもっている。
ワイルド・ファング（声 - 日本語：三浦祥朗 / 英語：MAXWELL POWERS）
ワイルド・ドッグの弟子でステージ5に登場。
武器は前作から使われていたモーゼルC96ではなく金の装飾が施されたウィンチェスターライフルを使用。また右義足からミサイルを発射したり、飛び蹴りを繰り出す。
キースの砲撃で追いつめられると背中のコイルを展開し、巨大エネルギー弾を作り攻撃する。

### その他
キース・マーティン（声 - 日本語：石川英郎 / 英語：CHARLES GLOVER）
リリース時点では名前のみの登場。SAS（英国陸軍特殊空挺部隊）出身。
『タイムクライシス2』に登場した主人公の1人で、ロバートと共に「スターライン・ネットワーク計画（ネオダイン・インダストリー（NDI）社による通信衛星を隠れ蓑にした核兵器搭載軍事衛星打ち上げ計画）」を阻止した経歴を持つ。ステージ3のロバートの会話の中でVSSE内では、キースが金のために情報を外部に流しているという噂がある。
ステージ4のボスとして登場。左目に眼帯をし、左腕も義手になっている。忍者のような動きをし、拳銃のほか手裏剣や刀、追いつめられると刀から衝撃波を出して攻撃してくる。また瞬間移動の能力を身につけており、プレイヤーを惑わしにかかる事もある。なお、この戦闘はキースとロバートが激しい戦闘を繰り広げる中で、プレイヤーはキースだけを攻撃するという、前作の『タイムクライシス4』のステージ2のボス戦であるジャック・マザーズとウィリアム・ラッシュの戦闘を彷彿とさせるものであるが、本作の戦闘の方が絵的により派手であり、攻撃の種類も多い。
ルークたちとの戦いに敗れると、ギリギリで暗号解除が間に合ったアタッシュケースをルークとマークに見せて真相を明かし、さらに黒幕である事がばれてしまった為に2人を殺そうとしたロバートの投げナイフをハンドガンの銃撃で撃ち落としている。
真相を明かした後は本性を現したロバートに代わり2人と最後まで行動を共にする。
クリスティー・ライアン
名前のみ登場。
『タイムクライシス2』に登場したヒロイン。VSSE特殊諜報員兼内部監査官。わずか17歳でハーバード大学を卒業する秀才であった。
真の黒幕編で3か月前にロバートに殺されたVSSEのエージェントはクリスティーであることが、恋人であったキースの言葉から判明。